# Karen Stives
Karen Elizabeth Stives (3 novembre 1950 – 14 agosto 2015) è stata una cavallerizza statunitense.

## Palmarès

### Olimpiadi
- 2 medaglie:
  - 1 oro (Los Angeles 1984 nel concorso completo a squadre)
  - 1 argento (Los Angeles 1984 nel concorso completo individuale)